# بلال سيبايهي
بلال سيبايهي (بالفرنسية: Billal Sebaihi)‏ (31 مايو 1992 بليون في فرنسا - ) هو لاعب كرة قدم جزائري وفرنسي في مركز الوسط. لعب مع إشتوريل برايا وشباب قسنطينة ونادي الوداد الرياضي ونادي بيرا مار ونادي تونديلا ونادي سانت إتيان وAnadia F.C. ‏.

## وصلات خارجية
- بلال سيبايهي على موقع اتحاد تركيا (لاعب) (الإنجليزية)
- بلال سيبايهي على موقع قاعدة بيانات كرة القدم.إي يو (الإنجليزية)
- بلال سيبايهي على موقع Soccerbase.com (لاعب) (الإنجليزية)
- بلال سيبايهي على موقع Soccerway.com (الإنجليزية)
- بلال سيبايهي على موقع AS.com (الإسبانية)